# Alexander Heimbürger

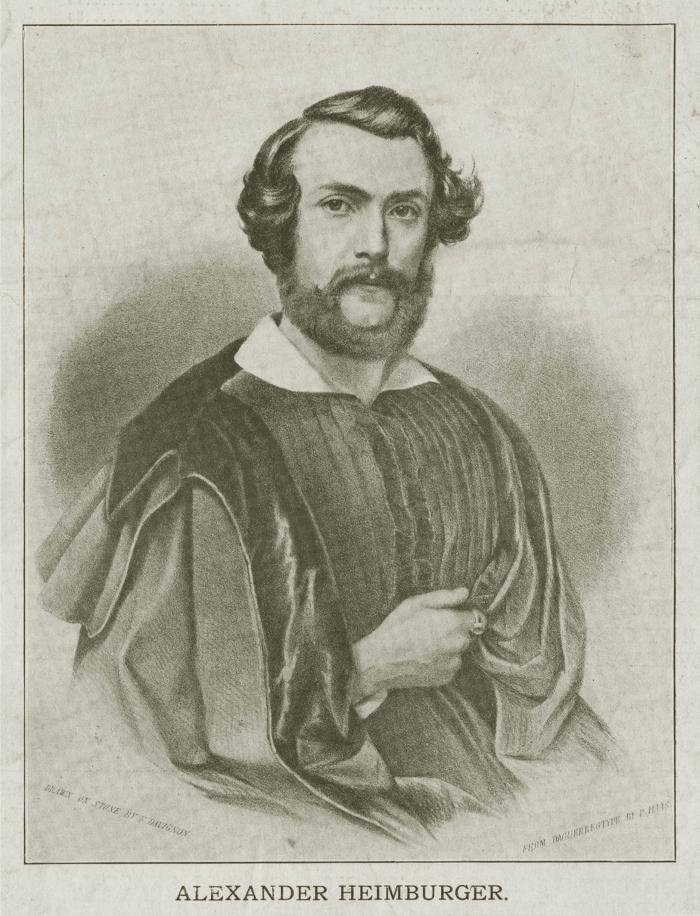
Alexander Heimbürger im Jahre 1846

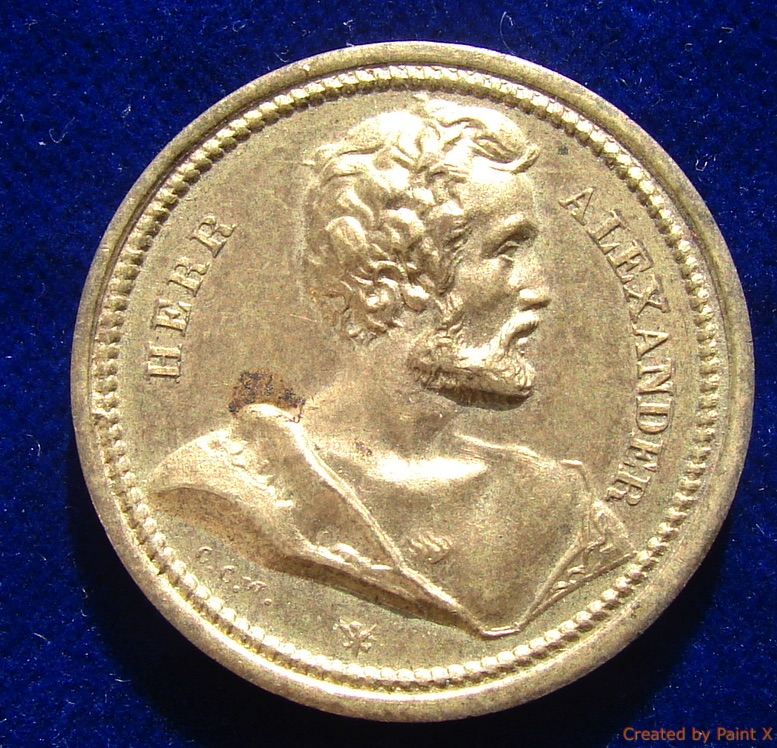
New York 1847. Heimbürgers Porträt auf der Vorderseite der Abschiedsmedaille des Bildhauers Charles Cushing Wright.

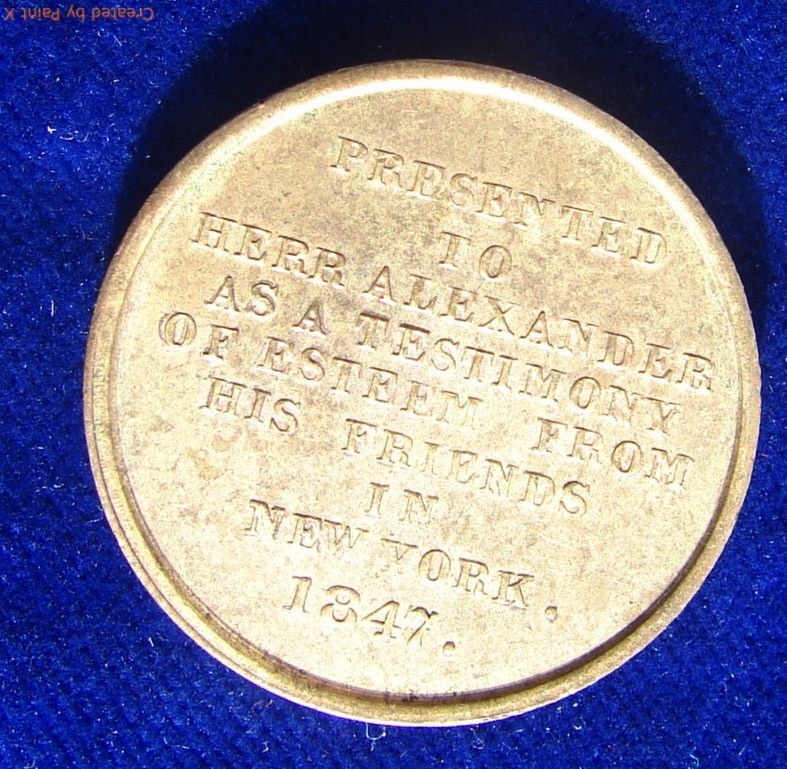
New York 1847. Abschiedswidmung der Freunde von Herrn Alexander auf der Rückseite dieser Medaille.

Johann Friedrich Alexander Heimbürger (* 4. Dezember 1819 in Münster; † 25. Juli 1909 ebenda) war ein deutscher Zauberkünstler.

## Leben und Wirken

### Jugend
Heimbürger, Sohn eines Regierungsboten, besaß schon in jungen Jahren Interesse an Mechanik und physikalischen Experimenten. Als er 16 Jahre alt war, gastierte der Wiener Zauberkünstler Ludwig Döbler im Stadttheater in Münster. Beeindruckt von den Darbietungen, beschloss Heimbürger, selbst Zauberer zu werden. Nachdem er sich entsprechende Literatur über Zauberei besorgt hatte, begann er zu experimentieren und erlernte Zaubertricks mit Kartenspielen.
Beruflich begann Heimbürger zunächst mit einer Lehre in einem Lithographischen Institut, absolvierte 1835 ein Volontariat bei einem Landrat und wurde anschließend Sekretär bei einem Rechtsanwalt. Im Jahre 1839 sorgte ein Treffen mit dem Budenzauberer Friedrich Becker dafür, dass er sich bei ihm als Assistent bewarb. Daraufhin gab er seine Stelle als Sekretär auf, um Becker nach Leipzig, Rostock und Kopenhagen nachzufolgen. Dem Stil der Zeit folgend präsentierte man in Schaubuden Apparaturen, die Wasserspiele ermöglichten sowie Geistererscheinungen, unter anderem mittels der Laterna Magica. Nach nur wenigen Monaten schloss er sich im Sommer 1840 dem polnischen Schausteller Kalewsky an, kurze Zeit später einer russischen Artistenfamilie. Sein Debüt gab er in Hannover unter dem Namen „Herr Alexander“.

### Erste Erfolge in Norddeutschland
In Hamburg gelang es ihm, einen Redakteur der Zeitschrift Thalia zu begeistern, der über den erstaunlichen, jedoch bislang finanziell erfolglosen Künstler berichtete. Daraufhin engagierte ihn der Millionär Salomon Heine für eine Soiree, wo Heimbürger unter anderem eine verschwundene Spielkarte zusammengefaltet in Heines Taschenuhr erscheinen ließ. Hierauf folgten viele private Auftritte für die Hamburger Hautevolee, die sich nach einem halben Jahr eigens zu einer aufwändig dekorierten Abschiedsvorstellung einfand. Heimbürger hatte seine gesamten Einnahmen in das neue Programm investiert. Seine Tournee durch Norddeutschland stieß zunächst auf mäßige Resonanz, jedoch vermochte er durch provozierte Kontroversen wie eine scheinbar unterschlagene Taschenuhr, die sich im Hause eines Bürgermeisters wiederfand, Aufmerksamkeit zu erzielen. Zu seinem Repertoire gehörten inzwischen auch der Fang einer Gewehrkugel sowie das Entzünden von 200 Kerzen durch einen Pistolenschuss.
Im Alter von 23 Jahren kehrte er zusammen mit zwei Dienern zurück in seine Heimatstadt und trat dort mehrfach im Stadttheater auf.

### Aufstieg und Weltruhm in Amerika
Am 20. November 1843 reiste Heimbürger im Alter von erst 24 Jahren in Begleitung seines damals 14-jährigen Bruders August nach Nordamerika. Dort absolvierte er erste Auftritte im Niblo’s Garden in New York, die unter anderem wegen Sprachproblemen von Misserfolgen geprägt waren. In den ersten Wochen benötigte er daher einen Dolmetscher oder trat als Chinese auf. Innerhalb von drei Monaten stieg er zu einem umjubelten Künstler auf und gab alleine in New York über 60 Vorstellungen. Anschließend absolvierte Heimbürger eine Tournee durch die Vereinigten Staaten und Kanada. Als erster Zauberkünstler überhaupt trat er im Weißen Haus vor dem damaligen Präsident James K. Polk auf.
Mit einem Empfehlungsschreiben des Präsidenten der Vereinigten Staaten bestieg Heimbürger Ende des Jahres 1847 ein Kriegsschiff und reiste nach Havanna auf Kuba. Es folgten weitere Auftritte in Mexiko, Guatemala, Panama, Argentinien, Chile und Brasilien. In Brasilien trat er dabei im Jahre 1852 gleich mehrfach vor dem damaligen Kaiser Pedro II. auf.
Gleichzeitig experimentierte Heimbürger mit Elektrizität und perfektionierte sein Programm mit immer spektakuläreren Darbietungen. Das von ihm dargebotene „Wunder von Hindustan oder Das in der Luft schwebende Kind“ war die erste weltweit gezeigte Schwebevorführung. Die weiteren Programmpunkte wie die „Hervorbringung eines wunderschönen kleinen Mädchens aus einem Ei“, das „Erscheinen von Wasserschalen und Blumen aus dem Nichts“ oder „Die Geisterglocke“ machten Heimbürger auf dem gesamten amerikanischen Kontinent bekannt. Sein legendärer Ruf zu dieser Zeit sorgte dafür, dass er 1851 in Herman Melvilles Roman Moby Dick Erwähnung findet:

„Go and gaze upon the iron emblematical harpoons round yonder lofty mansion, and your question will be answered. Yes; all these brave houses and flowery gardens came from the Atlantic, Pacific, and Indian oceans. One and all, they were harpooned and dragged up hither from the bottom of the sea. Can Herr Alexander perform a feat like that?“

Das Klima in Mittel- und Südamerika machte Heimbürger jedoch zu schaffen. So erkrankte er mehrfach, unter anderem an Gelbfieber. Nach zehn Jahren verließ er daraufhin den amerikanischen Kontinent und kehrte am 25. September 1853 als reicher und berühmter Mann in seine Heimatstadt Münster zurück. Zu diesem Zeitpunkt nannte er sich „Alexander the conjurer“ (Alexander der Zauberer).

### Ruhestand
Bereits mit 35 Jahren hatte Heimbürger so viel Geld verdient, dass er sich 1854 in Münster vermögend zur Ruhe setzen konnte. Seitdem trat er nur noch zu Wohltätigkeitszwecken auf. Anschließend erwarb er das Haus am Krummen Timpen 16. Im Jahre 1857 heiratete er Anna Schalle. Nach ihrem frühen Tod heiratete Heimbürger im Jahre 1861 erneut, diesmal Elisabeth Vogelsang. Mit beiden Frauen zusammen hatte er insgesamt zehn Kinder. Im öffentlichen Leben war Heimbürger Mitglied im Zivilclub und organisierte Feste und Aufführungen. Immer noch gesundheitlich angeschlagen, brachte er 1878 ein Wund- und Abführmittel names „H. Bürgers Digestiv-Salz“ auf den Markt, welches bis in die 1950er Jahre vertrieben wurde.
Im Jahre 1877 besuchte Pedro II. von Brasilien eigens wegen Heimbürger Münster und beide sprachen über Heimbürgers Auftritte vor dem Kaiser im Jahre 1852. 1892 verfasste er seine Memoiren über seine Zeit in Norddeutschland. Der eigentlich geplante zweite Teil über seine Zeit in Amerika folgte nicht mehr. Im Jahre 1900 gab Heimbürger „Das Zauberbuch“ heraus.
Als Houdini in Deutschland Karriere machte, reiste dieser am 17. März 1903 eigens nach Münster, um dem legendären Heimbürger seine Aufwartung zu machen. 1905 besuchte Houdini auf dem Weg nach London abermals Alexander Heimbürger und berichtete darüber in seiner Zeitschrift „Conjurer’s Monthly Magazine“.
Nachdem Heimbürger die letzten 20 Jahre seines Lebens kaum noch das Haus verlassen hatte, starb er am 25. Juli 1909 im Alter von 89 Jahren an den Folgen eines Schlaganfalls. Sein Grab befindet sich auf dem Zentralfriedhof in Münster.
Von Anfang 2020 bis Juni 2021 erscheinen neun transkribierte Tagebücher des Alexander Heimbürgers, die von Prof. Dr. Günther Harsch herausgegeben und vom Verlag Magische Welt verlegt werden.

## Rezeption in Literatur und Theater
2009 widmete das Stadtmuseum Münster dem Zauberkünstler zum 100. Todestag eine Ausstellung. 2011 entstand das Musiktheaterstück für Kinder „Die zauberhafte Welt des Herrn Alexander“, das im Rahmen des Europäischen Klassikfestival Ruhr Premiere feierte und seither bundesweit aufgeführt wird. Das Stück wurde vom Berliner Schauspieler Frank Dukowski und dem Pindakaas Saxophon Quartett geschrieben und produziert. Im Mittelpunkt steht das Leben Alexander Heimbürgers und seine Reise durch Amerika. Die Regie führte Bart Hogenboom.
Am 13. Mai 2023 eröffnete das Stadtmuseum Münster eine weitere Ausstellung über Heimbürger unter dem Titel: Die magische Welt des Herrn Alexander.

## Veröffentlichungen
- Mika, Peter: Alexander Heimbürger – Die Biographie, Verlag Magische Welt, 2020, ISBN 978-3-947289-34-9

## Die Tagebücher
- Alexander Heimbürger: Mein Tagebuch, Band 1, 13. März 1840 bis 28. Oktober 1841, 88 Seiten, ISBN 978-3-947289-33-2
- Alexander Heimbürger: Mein Tagebuch, Band 2, 7. Oktober 1841 bis 4. August 1845, 68 Seiten, ISBN 978-3-947289-40-0
- Alexander Heimbürger: Mein Tagebuch, Band 3, Oktober 1845 bis 13. Oktober 1849, 132 Seiten, ISBN 978-3-947289-41-7
- Alexander Heimbürger: Mein Tagebuch, Band 4, mit Beilage, 3. November bis 21. November 1850, 164 Seiten, ISBN 978-3-947289-42-4
- Alexander Heimbürger: Mein Tagebuch, Band 5, mit Beilage, 28. November 1850 bis 28. September 1851, 116 Seiten, ISBN 978-3-947289-43-1
- Alexander Heimbürger: Mein Tagebuch, Band 6, mit Beilage, 4. Oktober 1851 bis 7. Mai 1852, 96 Seiten, ISBN 978-3-947289-44-8
- Alexander Heimbürger: Mein Tagebuch, Band 7, 14. Mai 1852 bis 26. Mai 1855, 140 Seiten, ISBN 978-3-947289-45-5
- Alexander Heimbürger: Mein Tagebuch, Band 8, 27. Mai 1855 bis 18. Juli 1856, 104 Seiten, ISBN 978-3-947289-46-2
- Alexander Heimbürger: Mein Tagebuch, Band 9 – Finale, 4. August 1856 bis 1. September 1863, 152 Seiten, ISBN 978-3-947289-47-9